# Carl Malchin
Carl Wilhelm Christian Malchin (n. el 14 de mayo de 1838 en Kröpelin; † 23 de enero de 1923 en Schwerin) fue un restaurador y pintor paisajista alemán que pintó principalmente motivos rurales  y paisajes urbanos de Mecklemburgo.

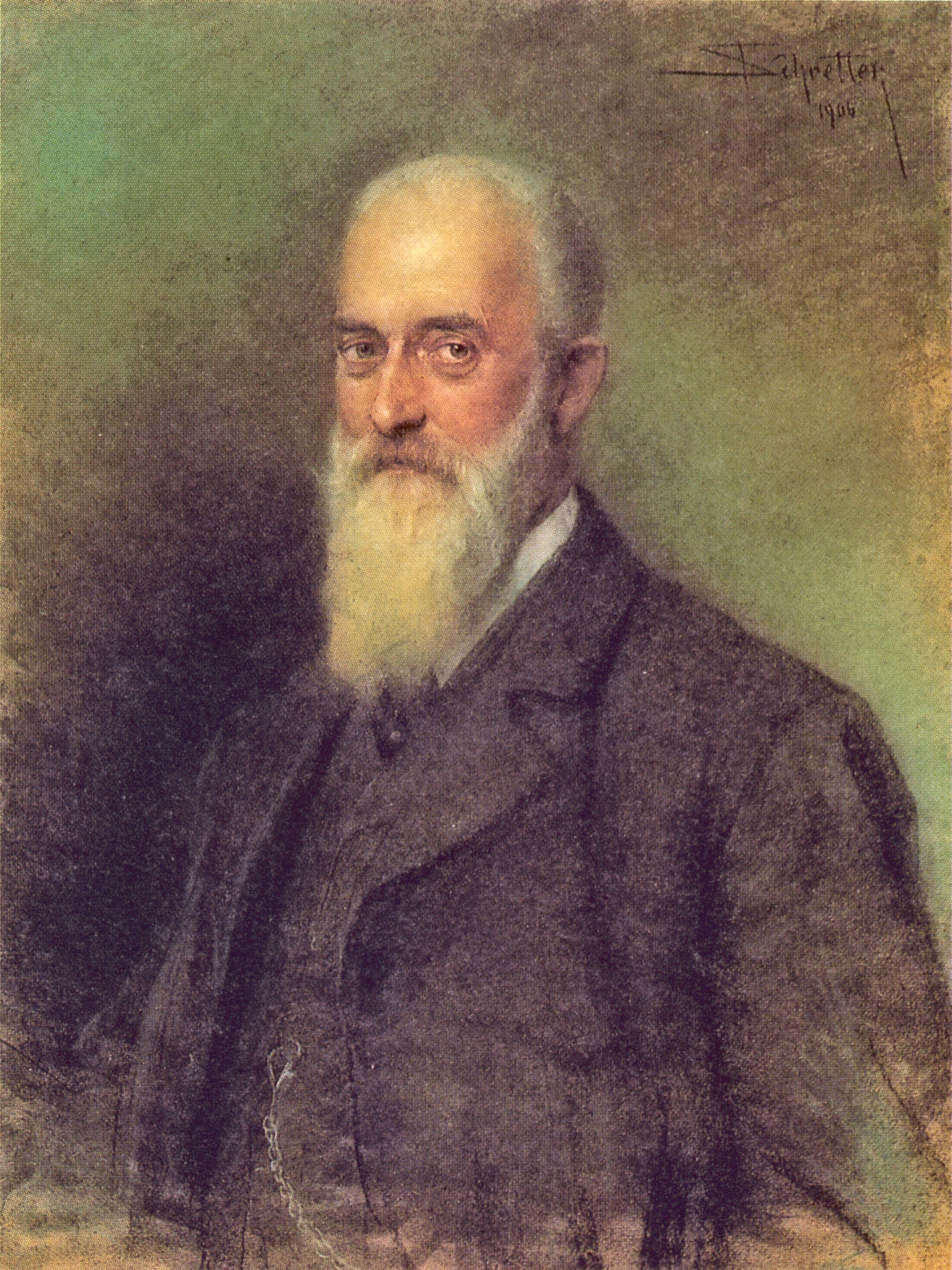
Carl Malchin,
Retrato por Josef Schretter

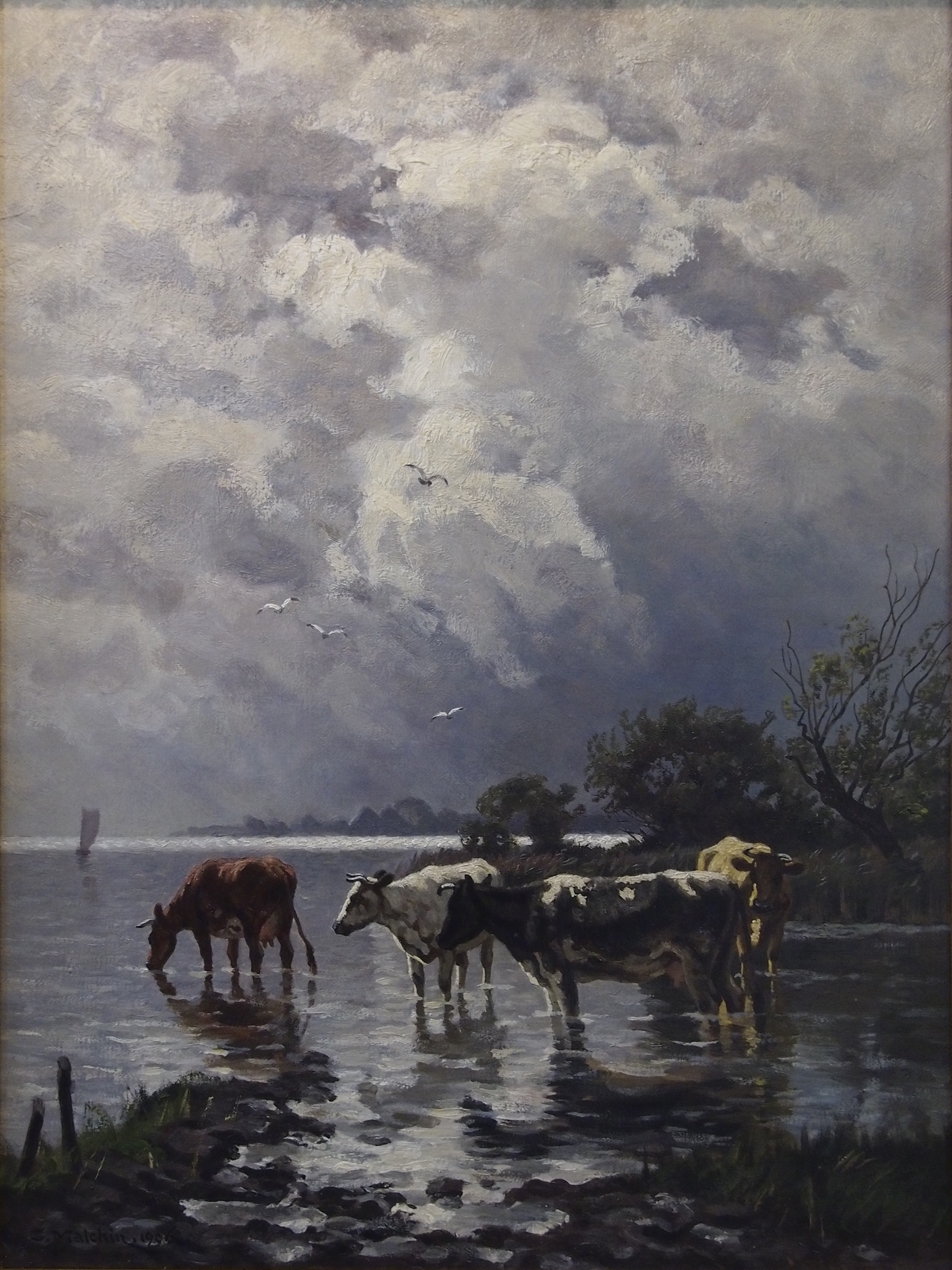
Vacas en el abrevadero (1906),
Óleo sobre lienzo

## Vida
Carl Malchin fue hijo del senador Friedrich Franz Malchin. Asistió a la Realschule de Rostock antes de completar su aprendizaje como geodésico en Schwaan. Su aspiración profesional era ser constructor naval, pero su condición física no se lo permitía. Después de completar su aprendizaje, trabajó durante tres años más como asistente de su maestro. Durante este tiempo conoció a los pintores de Schwerin Otto Dörr y Eduard Ehrke en Schwaan donde pintaban. Probablemente ellos despertaron el deseo de pintar en Malchin.
De 1860 a 1862 asistió al Politécnico de Múnich para escuchar conferencias sobre geodesia e ingeniería. Pero Malchin prefirió visitar los estudios de los artistas y así conoció al paisajista Adolf Heinrich Lier. Este le remitió a su alumno Julius Noerr, también conocido paisajista de su época, con quien tomó lecciones. Se interesó cada vez más por la pintura, pero completó diligentemente su formación como topógrafo y, después de una pasantía en Rostock, también aprobó el examen de ingeniería. Durante sus estudios en 1862 se convirtió en Conkneipant de la fraternidad académica vienesa Olympia.
Por razones financieras, Malchin trabajó como ingeniero de cámara en el Gran Ducado de Mecklemburgo-Schwerin en la oficina de topografía de Schwerin y pintó en su tiempo libre.
En 1866 se casó con Johanna Busch, la hija del arrendatario de Toitenwinkel, cerca de Rostock, y en 1867 nació su hijo Friedrich.
Sus pinturas de 1871 a 1872, en su mayoría con motivos rurales, ya muestran un buen poder de observación, trazos limpios y una acertada selección del detalle, como el cuadro "Dorfstraße in Dierkow". Malchin capturó el medio rural en el cuadro "Bauerndiele" con una calidad pictórica excepcional.
Los cuadros de Malchin atrajeron la atención en los círculos artísticos de Mecklenburg, por lo que el pintor de la corte Theodor Schloepke hizo gestiones ante el Gran Duque Federico Francisco II para obtener apoyo para el joven pintor. El Gran Duque concedió un estipendio, una asignación mensual y una licencia para estudiar en la Escuela de Arte Gran Ducal Sajona en Weimar, fundada en 1860 por el naturalista Stanislaus von Kalckreuth, y Malchin comenzó en el otoño de 1873. Se trasladó a Weimar con su esposa e hijo. Su maestro y luego director de la escuela Theodor Hagen tuvo entonces una gran influencia en Malchin con su realismo. Albert Brendel también fue uno de sus maestros. Ambos pintores influyeron en el estilo de Malchin por su concepción similar. En 1874 emprendió un viaje al Mosela.
A pesar de la beca, Malchin estaba constantemente preocupado por el dinero, sus pinturas no se vendían bien, por lo que tuvo que enviar cartas de solicitud a Schwerin varias veces y pedir que le transfiriera el dinero antes de lo previsto. También ofreció regularmente sus pinturas al Gran Duque, y la corte también compró algunas pinturas, aunque a menudo por debajo de su valor. Tras finalizar sus estudios en 1879, aceptó el puesto que se le ofrecía como restaurador de la colección ducal de pintura. El contrato fue generoso y le dio mucho espacio para crear su propia pintura y las vacaciones. Malchin se tomó muy en serio su tarea de restaurar, ver y organizar las pinturas de la corte.
En 1881 Malchin pintó en Boltenhagen, en 1882 viajó a Wustrow y Ahrenshoop. El área alrededor de Ahrenshoop parece haberlo estimulado artísticamente, ya que hay numerosas fotografías y bocetos en su trabajo. El paisaje alrededor de Gothmund también lo había atraído desde 1887, como muestran varias obras hasta 1902. En 1890 el Gran Duque Federico Francisco III lo condecoró con el título de profesor. Desde 1903, Malchin vivió en el pueblo de Ostorf, que entonces estaba en las afueras de la ciudad y ahora es un distrito de Schwerin. Los motivos de la ciudad de Ostorf se pueden encontrar en abundancia en sus obras posteriores.
En el día 14 de julio de 1915 Carl Malchin se retiró. Pidió una exposición completa previamente prometida, que no pudo realizarse a causa de la Primera Guerra Mundial. Pero incluso después de la guerra esta no se llevó a cabo. Solo después de la muerte del artista en 1923 hubo una exposición que se convirtió así en una "exposición conmemorativa".

## Obra

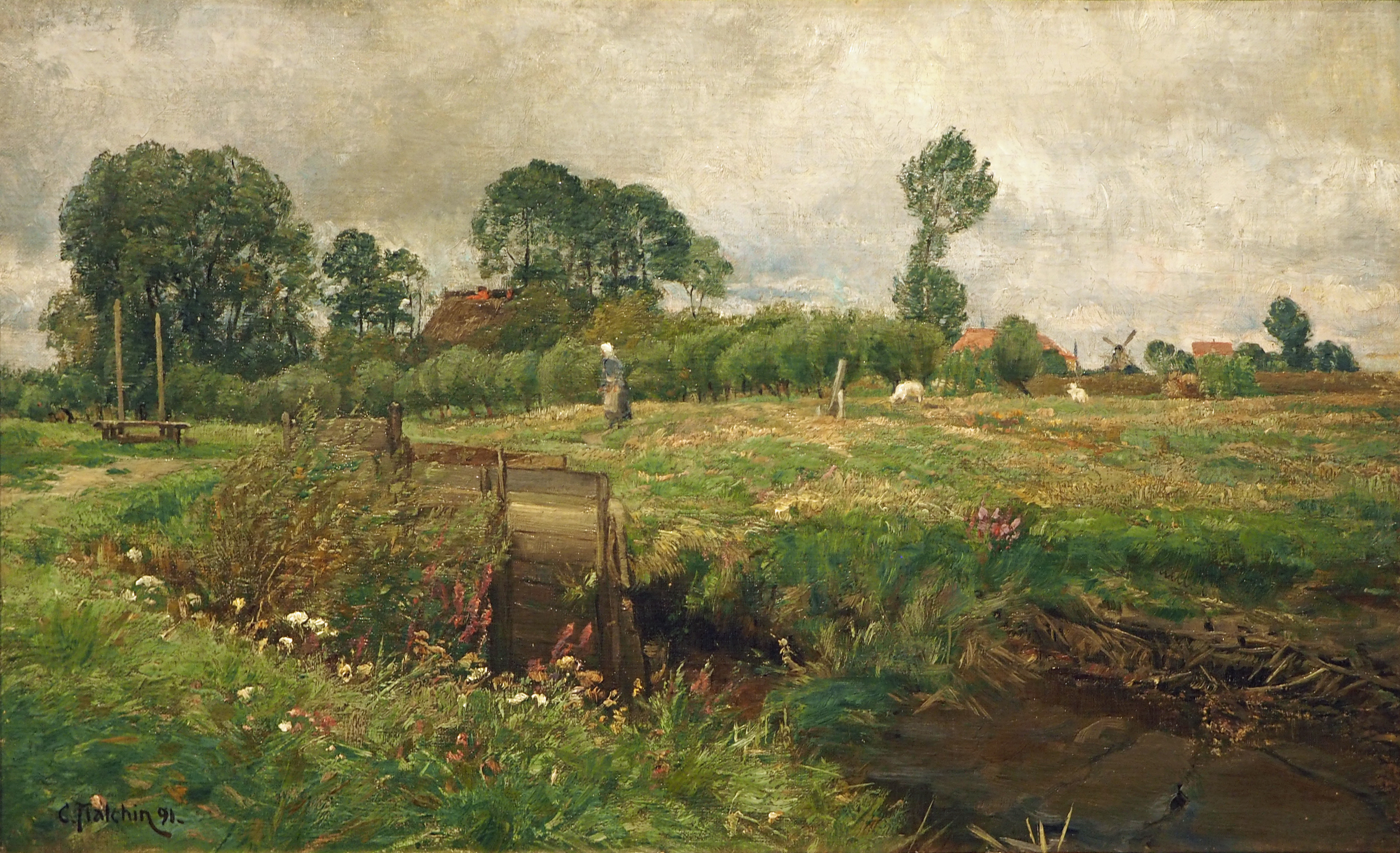
Paisaje de verano cerca de Althagen

262 pinturas y 391 dibujos a mano y cuatro cuadernos de bocetos en el Museo Estatal de Schwerin
Selección de las obras del Museo de Schwerin: 
- Pueblo de Ahrenshoop en el Mar Báltico, Niehagen en el Saaler Bodden (alrededor de 1883),
- Molino de viento cerca de Ahrenshoop (1891),
- Althagen en Fischland en invierno (1891),
- Antigua casa de campo cerca de Ahrenshoop (1891),
- Playa cerca de Boltenhagen (1881),
- Carga de grano en la costa del mar Báltico cerca de Boltenhagen, Rethwischer Ufer cerca de Boltenhagen (1895),
- Vista de la ciudad de Schwerin con la iglesia Shelf, vista desde la colina de artillería en el castillo y la ciudad de Schwerin en 1876,
- Paisaje invernal (Pueblo de Neu Brenz cerca de Neustadt) (1876),
- Personas que regresan a casa Rebaño de ovejas en las afueras del pueblo (dibujo – 1877),
- Trilladora en el campo de Lankow (1880),
- En el Schelfwerder cerca de Schwerin, paisaje del pueblo de Mecklenburg en invierno (1892),
- Vista de Ostorf (1897),
- Calle del pueblo en Dierkow cerca de Rostock (1871),
- Puente de turba (1901),
- Vista de la iglesia Nikolai en Rostock

Algunas pinturas en el Museo de Historia Cultural de Rostock y en el Museo de Arte Ahrenshoop.
Algunas pinturas de propiedad privada.
94 pinturas han desaparecido desde la Segunda Guerra Mundial.

Algunas de sus pinturas se pueden ver hoy en la galería del Viejo Jardín de Schwerin y en el Castillo de Schwerin.

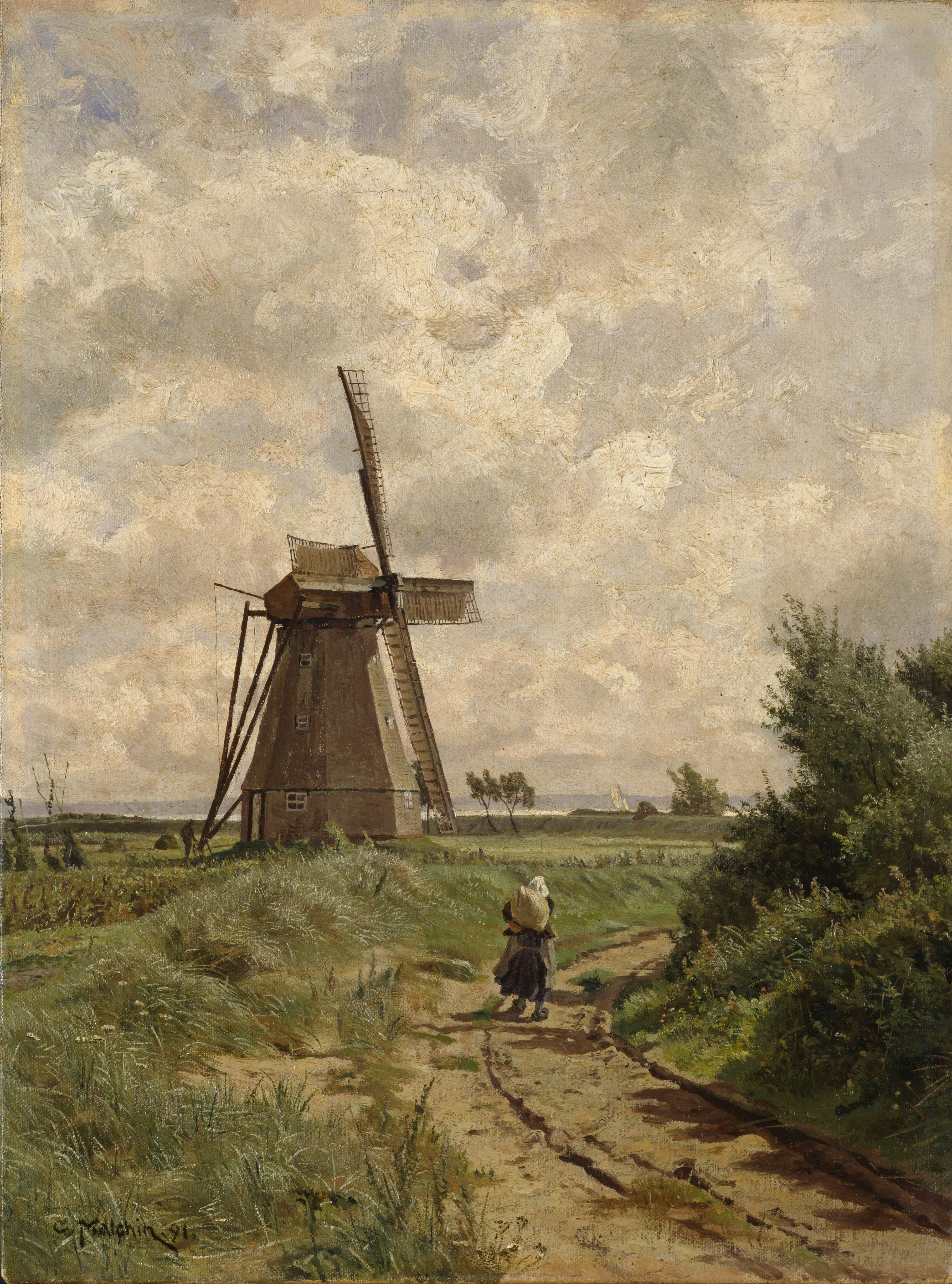
Carl Malchin - Windmühle bei Ahrenshoop (1891)
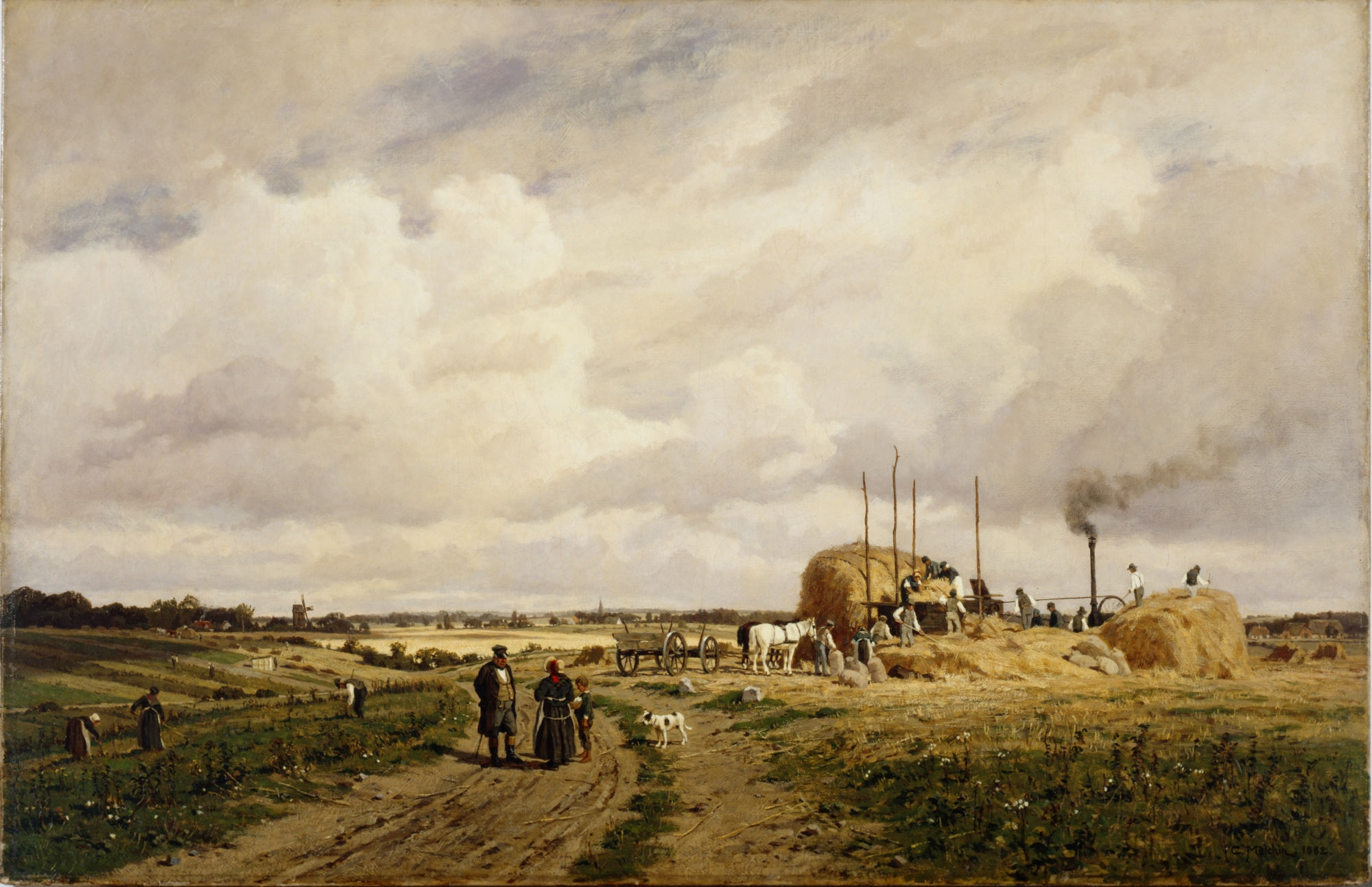
Carl Malchin - Einsatz der ersten Dreschmaschine in Lankow bei Schwerin
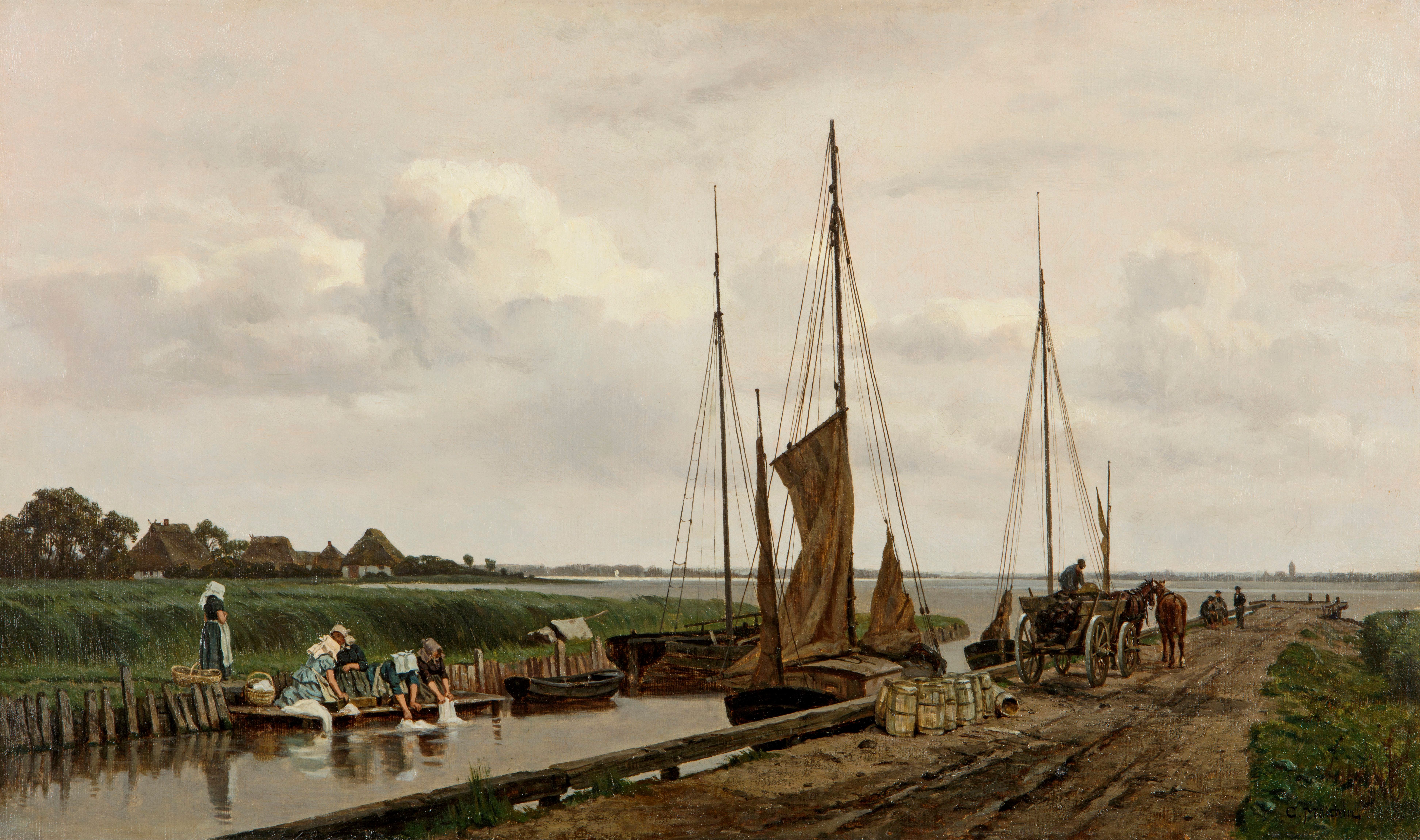
Carl Malchin - Hafen von Wustrow mit Wäscherinnen (1890)
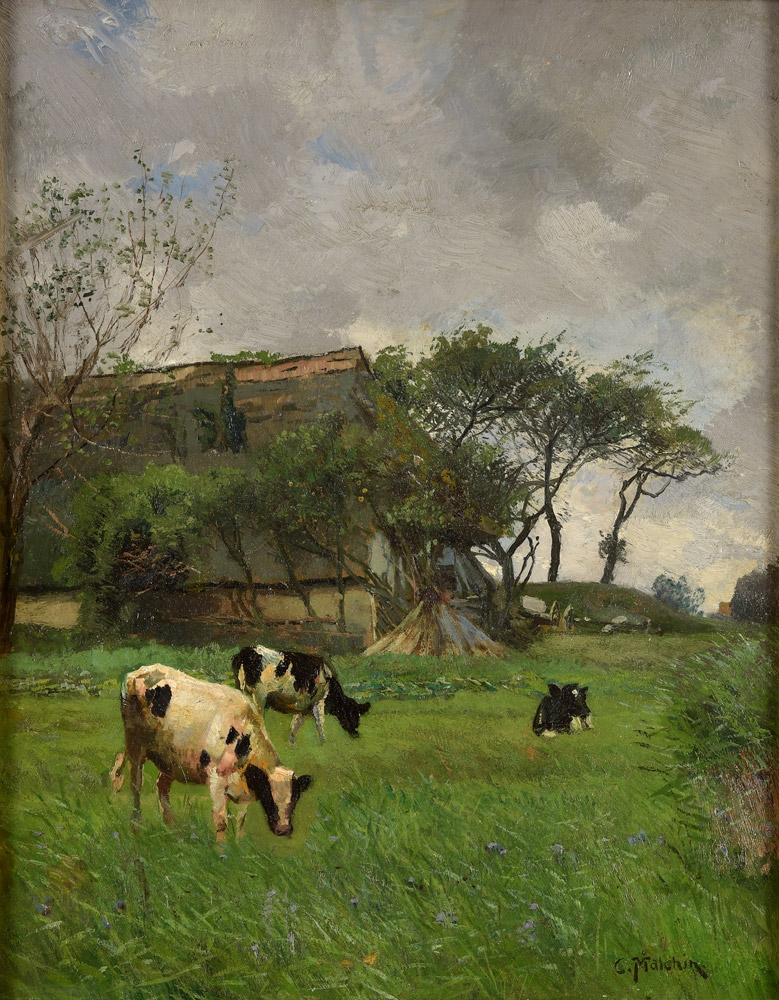
Carl Malchin Pastorale
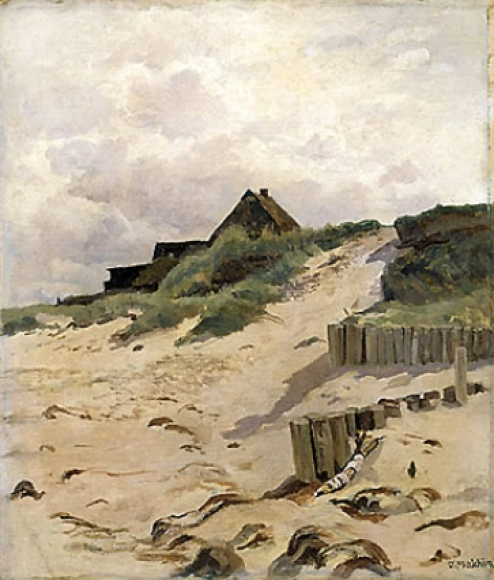
Carl Malchin - Alte Kate
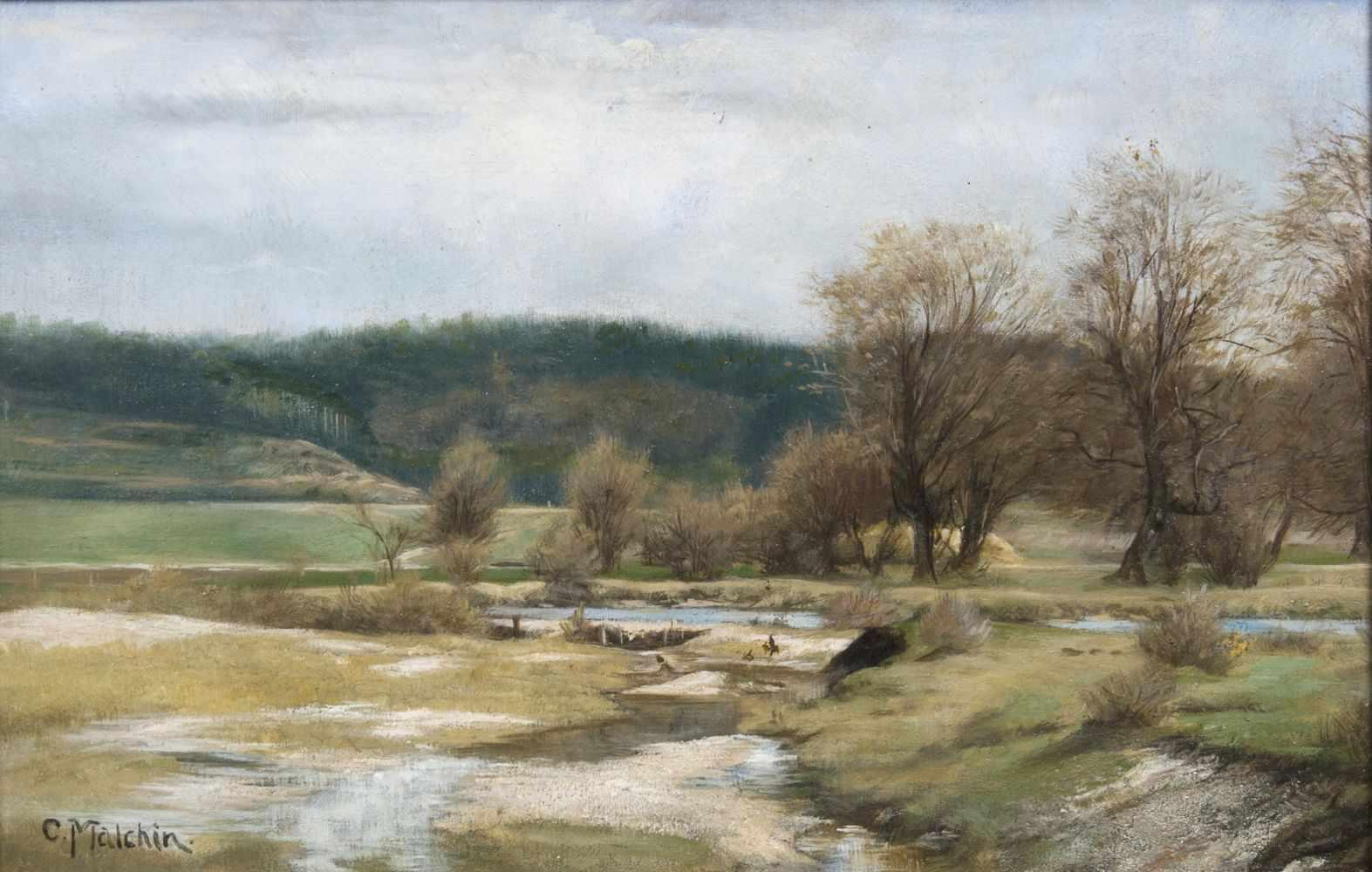
Carl Malchin - Flusslandschaft
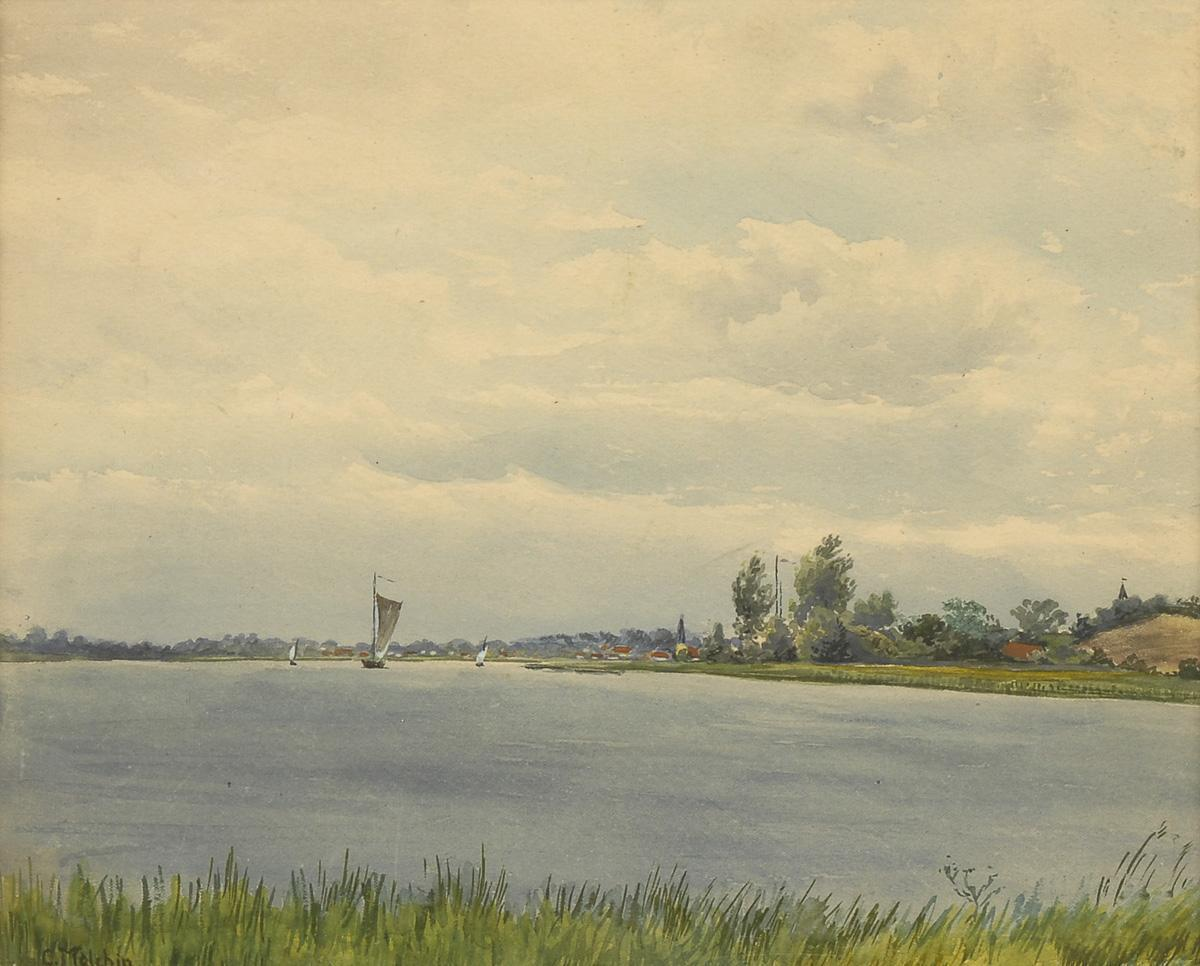
Carl Malchin - Boddenlandschaft
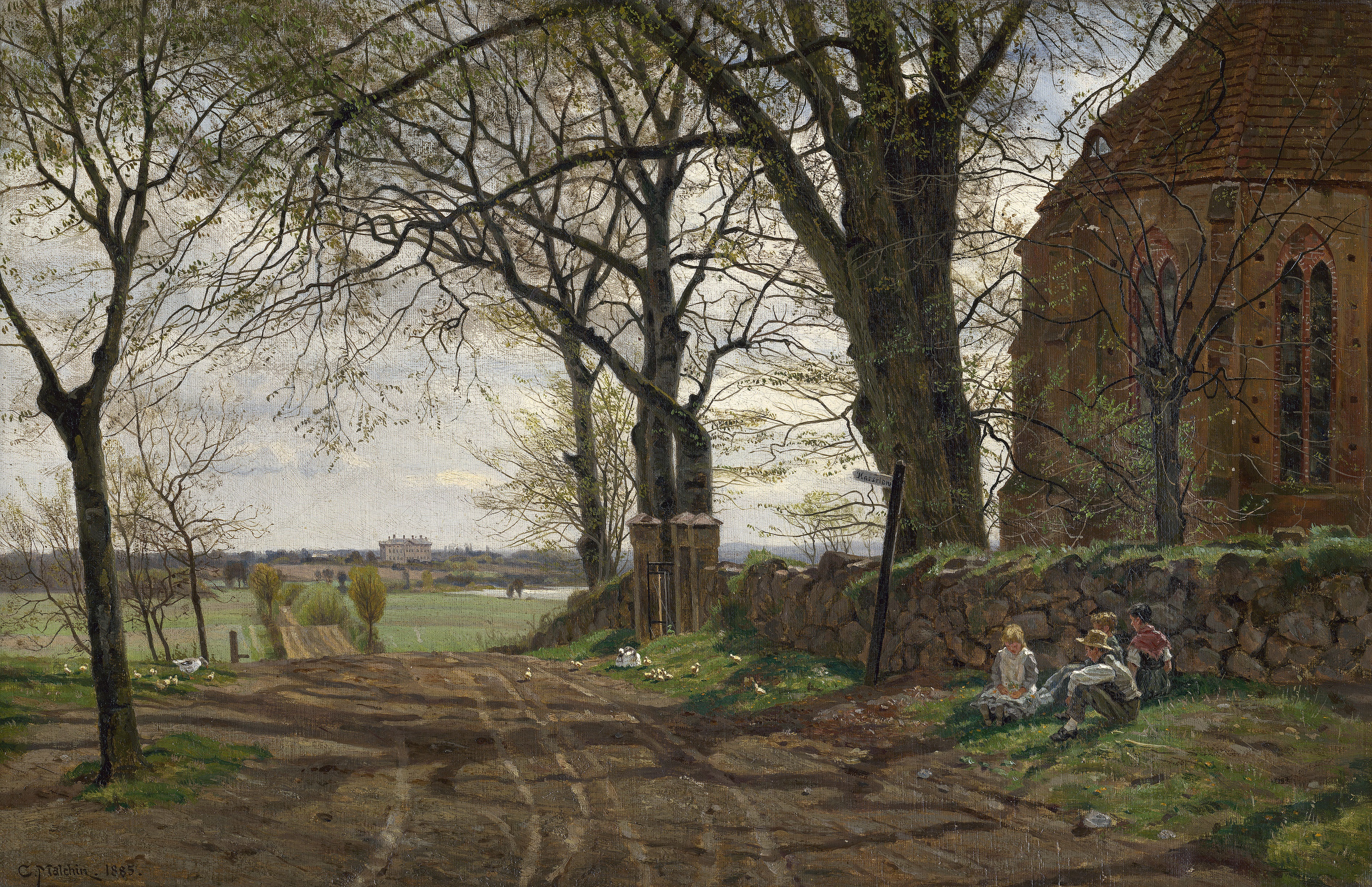
Carl Malchin - Vorfrühling, Feldweg bei der Dorfkirche Gressow (1885)
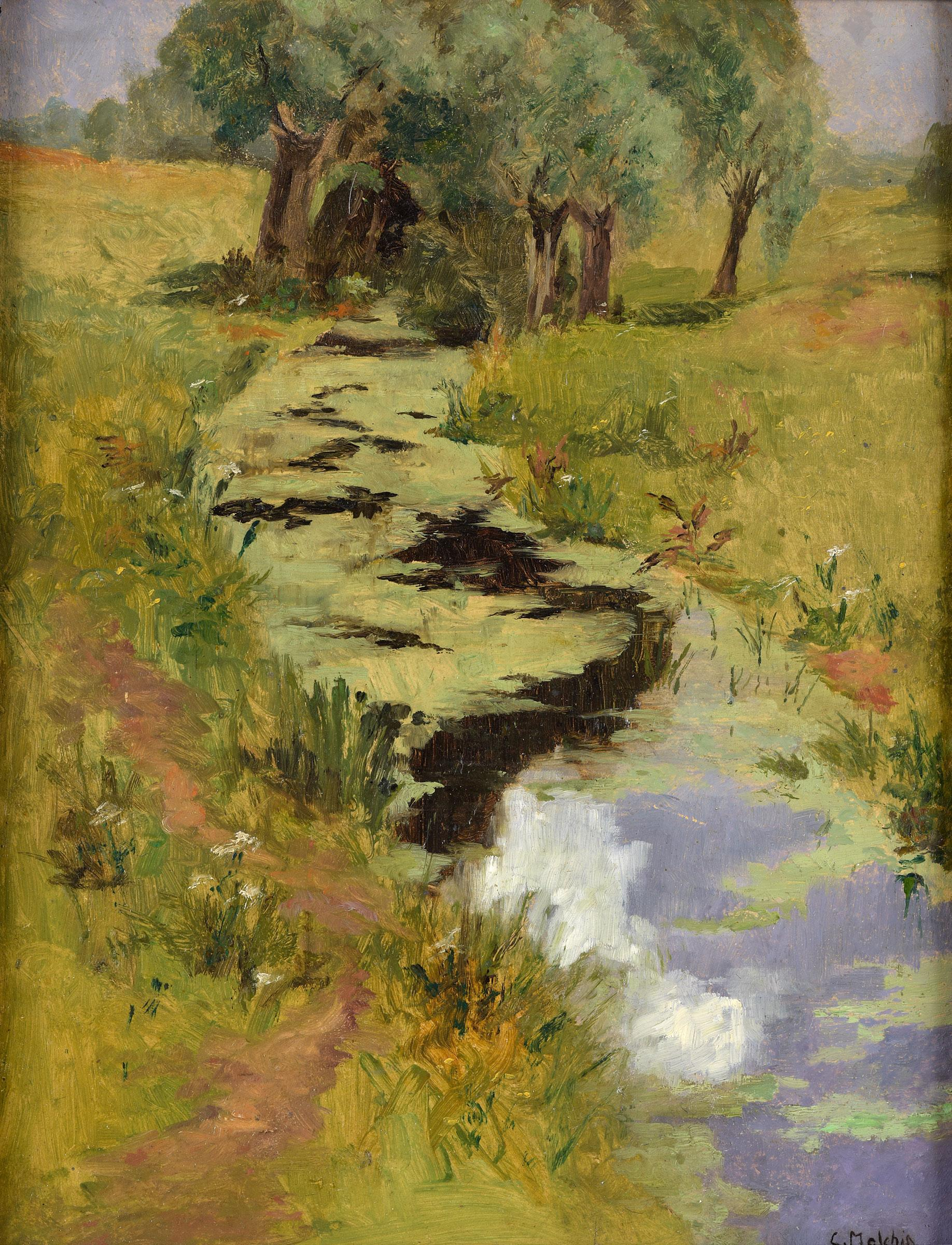
Carl Malchin - Sommerlandschaft mit Bachlauf
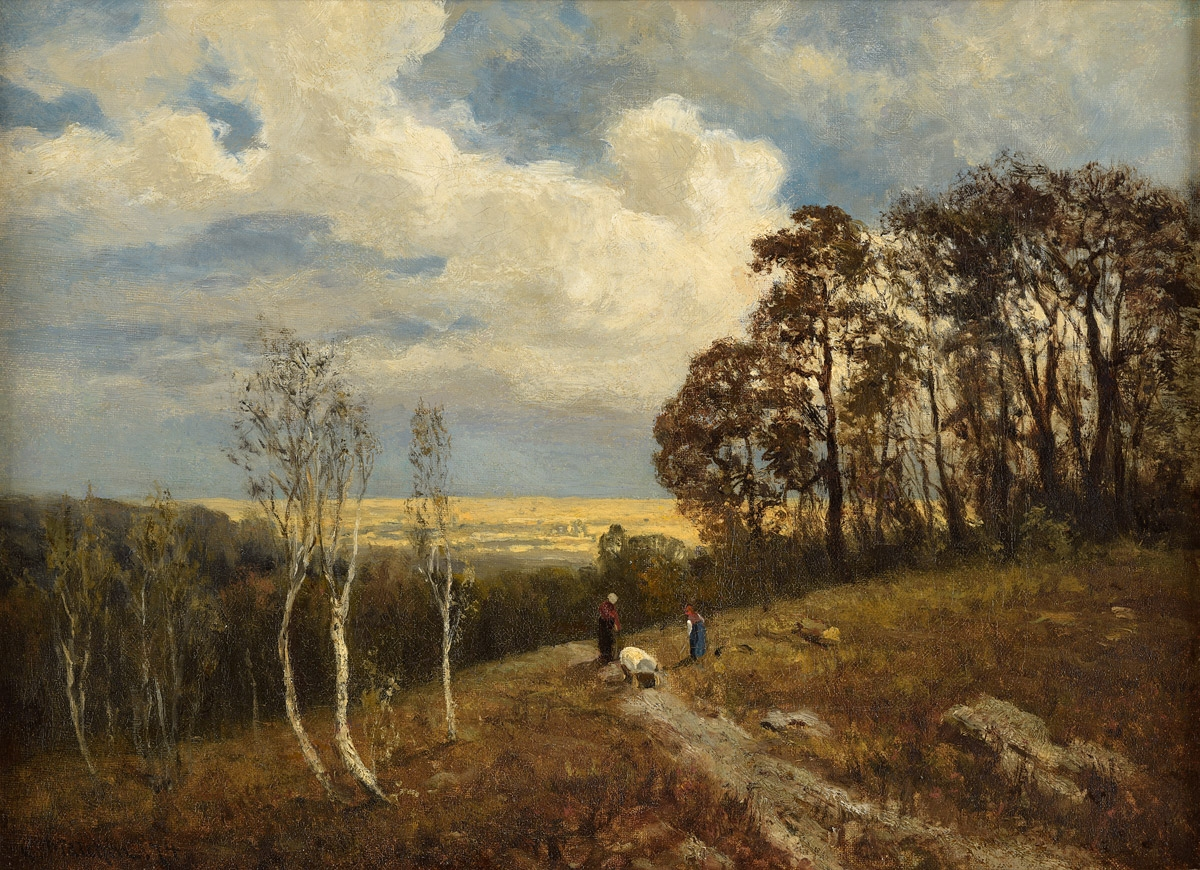
Carl Malchin Partie an der Ostsee 1874
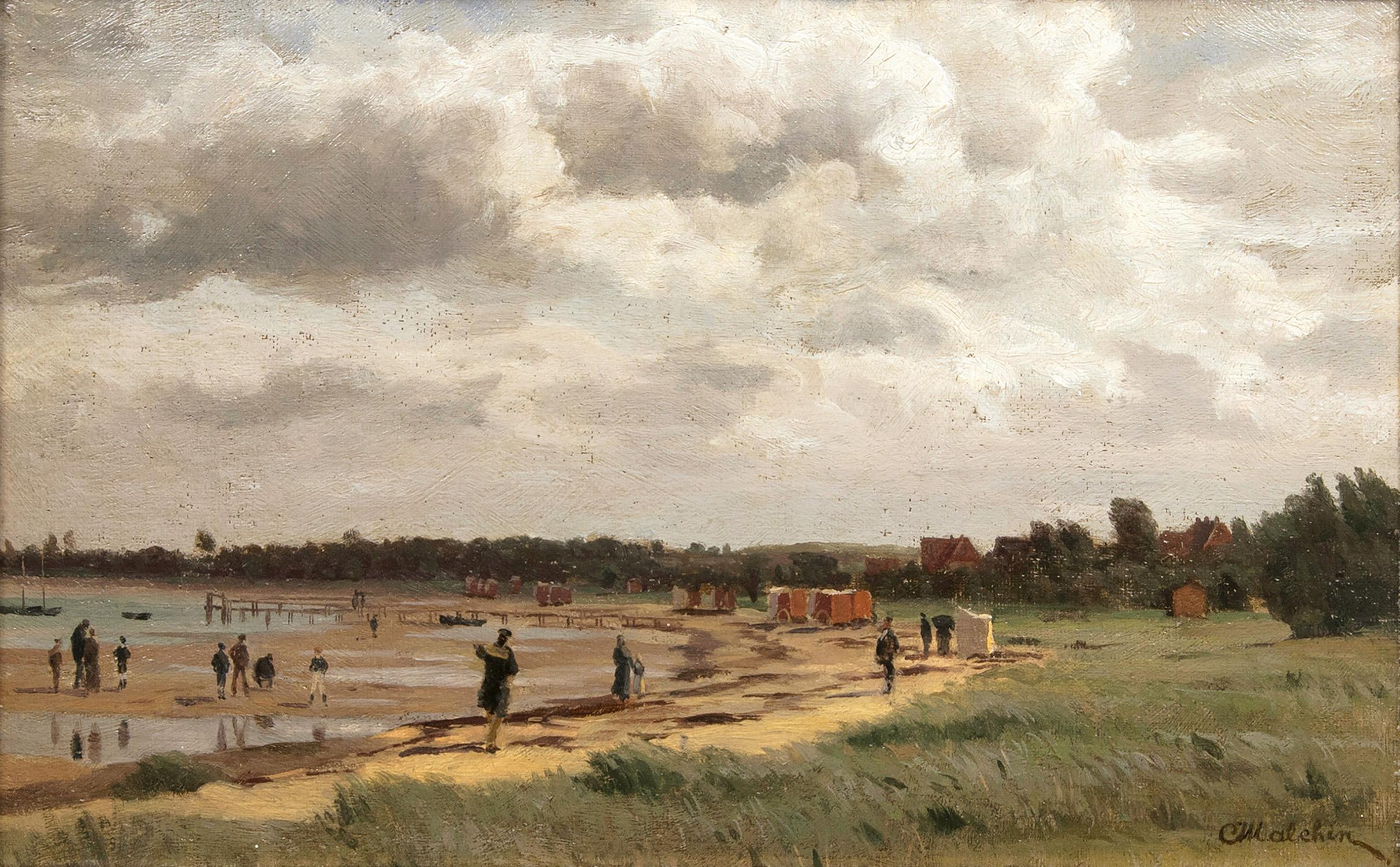
Carl Malchin - Auf dem Darss
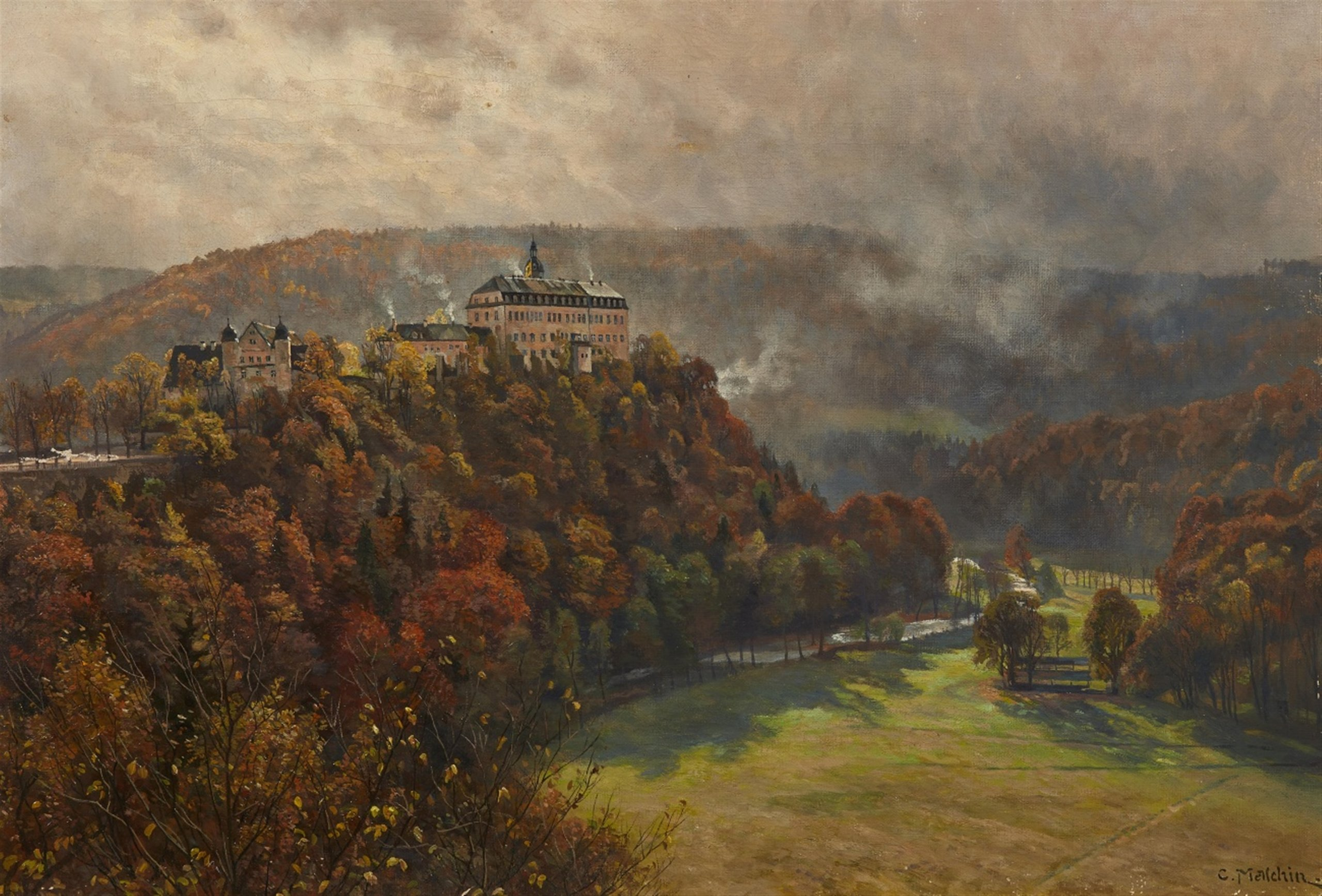
Carl Malchin - Schloss Schwarzburg im Schwarzatal
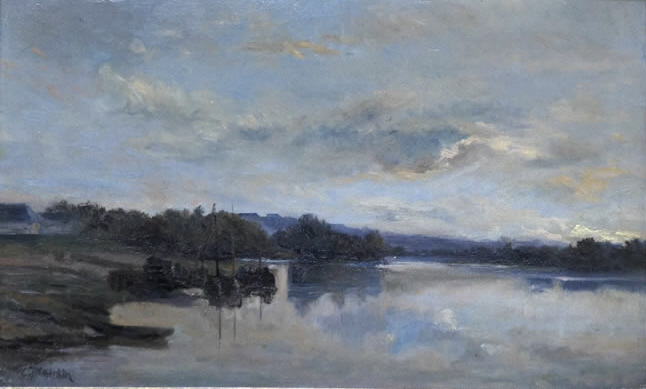
Karl Malchin Boot am Wasser
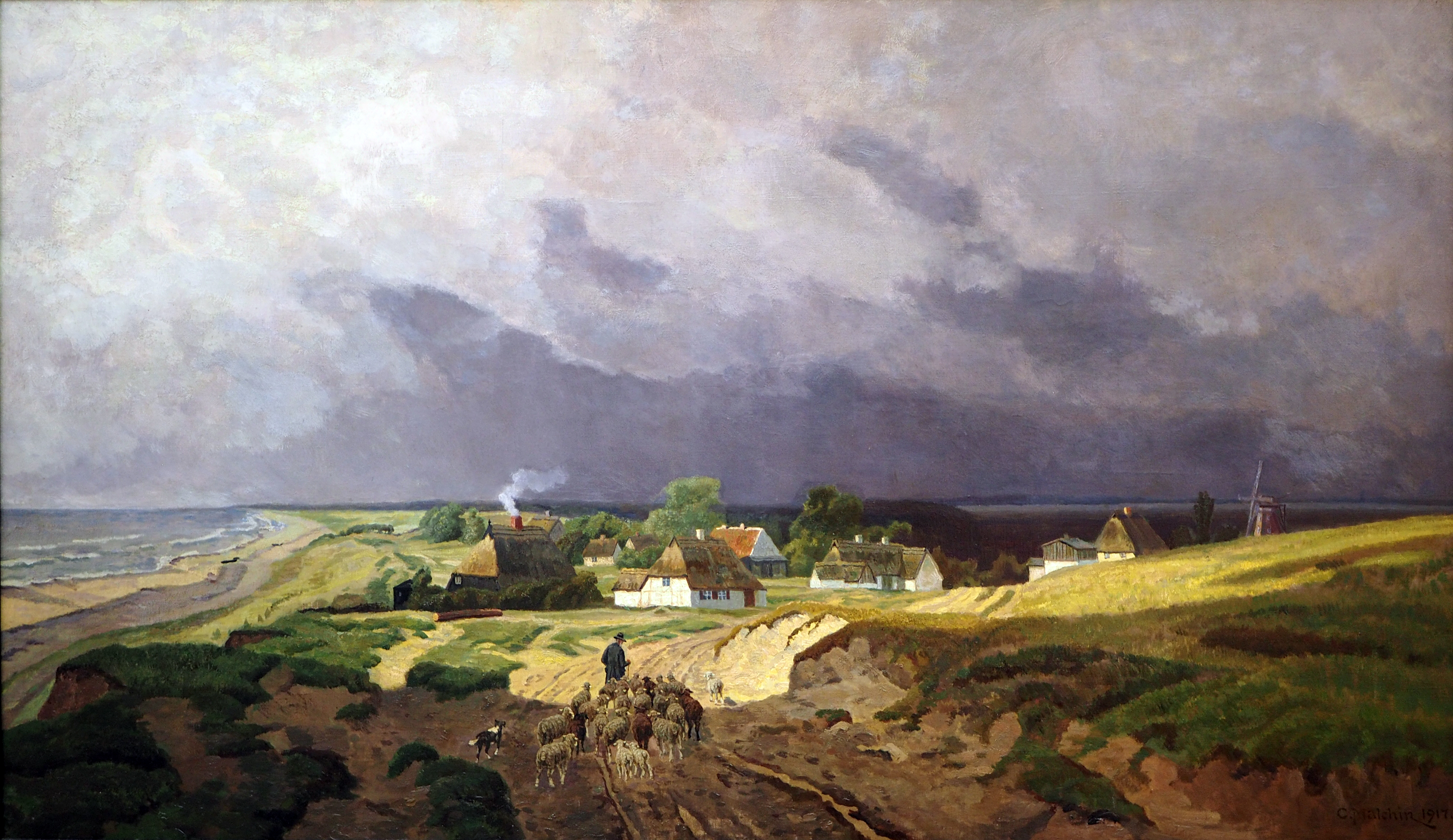
Malchin Stormy atmosphere above Ahrenshoop

## Exposiciones
- De 1876 a 1898 representado regularmente en las exposiciones de la Real Academia de las Artes de Berlín y las Grandes Exposiciones de Arte de Berlín, así como en el Palacio de Cristal de Múnich .
- 1923: Exposición conmemorativa en el Landesmuseum Schwerin 10. 15 de Junio Julio de 1923 (ver vida).
- 1952: Carl Malchin: 1838-1923; un pintor de la patria; Exposición de abril a mayo de 1952 – Museo Estatal de Schwerin.
- 1988: Carl Malchin: 1838-1923; pintura y dibujo a mano; Exposición por el 150 Cumpleaños en el edificio de la galería en el Alter Garten, julio – octubre de 1988, Museo Estatal de Schwerin, colecciones de arte, palacios y jardines.
- 1992: Carl Malchin, Kunstkaten Ahrenshoop (en cooperación con el Museo Estatal de Schwerin)
- 2007: Carl Malchin (1838–1923): pintor de Mecklenburg, pinturas y bocetos al óleo de los fondos del Museo Estatal de Schwerin, Castillo de los duques de Pomerania, Szczecin (Szczecinie: Zamek Ksiazat Pomorskich).
- 2008: Exposición Carl Malchin. Un pintor de Mecklenburg en el castillo de Ludwigslust, julio – septiembre de 2008.
- 2009: Carl Malchin – muy privado. Museo de Arte de Schwaan, septiembre – octubre de 2009; Por primera vez, también se mostraron aquí fotografías de su hijo Friedrich Malchin (1867-1911).
- 2012: Luz celestial y tierra ancha: obras maestras en el camino hacia la pintura al aire libre en las colonias de artistas de Ahrenshoop y Schwaan. Exposición en el Museo de Historia Cultural de Rostock, junio – septiembre de 2012.
- 2019: De Barbizon al mar - Carl Malchin y el descubrimiento de Mecklenburg. Museo Estatal Schwerin, 5. julio 2019 – 5 de enero de 2020.